# Disbauxa a l'autopista
Disbauxa a l'autopista (títol original: Honky Tonk Freeway) és una pel·lícula britànica dirigida per John Schlesinger i estrenada l'any 1981.
La pel·lícula, concebuda i coproduïda per Don Boyd, va costar 24 milions de dòlars, un import sense precedents per una comèdia, i va ser un dels més grans fracassos al box-office. La pel·lícula només va durar a la cartellera una setmana.
Ha estat doblada al català.

## Argument
A Ticlaw, una petita ciutat turística de Florida, l'alcalde i pastor Kirby T. Calo (William Devane) explota igualment un hotel i un petit zoo. L'atractiu principal de la ciutat és un elefant que fa esquí nàutic anomenat Bubbles.
Quan es construeix una autopista al costat de la ciutat, Calo paga 10.000 dòlars a un funcionari per assegurar una sortida cap a la seva ciutat. Però aquesta no és pas construïda. Els habitants decideixen llavors de pintar la ciutat de rosa per atreure els turistes.
Durant aquest temps, turistes provinents de diverses regions dels Estats Units, presentats en una sèrie de seqüències, es dirigeixen cap a Florida i acabaran tots aterrant a Ticlaw d'una manera o d'una altra. Es tracta d'un duo de lladres de banca de Nova York (George Dzundza i Joe Grifasi) que agafen en auto-stop un venedor de cocaïna (Daniel Stern); un reparador de fotocopiadores (Beau Bridges) que agafa en auto-stop una minyona (Beverly De Angelo) que transporta les cendres de la seva mare morta a Florida; un dentista i la seva família de vacances (Howard Hesseman, Teri Garr, Peter Billingsley); una dona gran (Jessica Tandy) amb un problema d'alcohol i el seu marit afectuós (Hume Cronyn) que van direcció Florida per passar-hi la seva jubilació; dues religioses (Geraldine Page, Deborah Rush).

## Repartiment
- David Rasche: Eddie White
- Paul Jabara: T.J. Tupus
- Howard Hesseman: Snapper
- Teri Garr: Ericka
- Jenn Thompson: Delia
- Peter Billingsley: Little Billy
- Beau Bridges: Duane Hansen
- Beverly D'Angelo: Carmen Odessa Shelby
- Daniel Stern: autostopista
- Sandra McCabe: prostituta
- Celia Weston: Grace
- Deborah Rush: Sor Mary Magdalene
- Geraldine Page: Sor Mary Clarise
- George Dzundza: Eugene
- Joe Grifasi: Osvaldo
- Hume Cronyn: Sherm
- Jessica Tandy: Carol
- Frances Lee McCain: Claire Calo
- Renny Roker: xèrif
- William Devane: l'alcalde Kirby T. Calo
- Ron Frazier: Kirk
- Jerry Hardin: el governador
- John Ashton: Otto Kemper
- John C. Becher: Brandon C. Dasher
- Alice Beardsley: Betty Boo Radley
- Davis Roberts: James
- Loretta Tupper: Miss Barbutti
- Frances Bay: Mrs. Lewenowski
- Kimiko Hiroshige: Mrs. Naguki
- James Staley: l'ajudant del governador
- Kent Williams: l'invitat de Kelly
- Nancy Parsons: Alice the Teller
- Jessica Rains: Mary the Teller
- Ann Risley: l'actriu de la banca
- Don Morgan: home del jeep
- Paul Keenan: home del jeep

## Nominacions
- Razzie Awards
  - « Pitjor cançó original »: Frank Musker, Dominic Bugatti per You're Crazy, Objectiu I Like You en la 2e cerimònia dels Razzie Awards l'any 1982[5]
- Stinkers Bad Movie Awards[6]
  - « Pitjor cançó o música en una pel·lícula o crèdits »: Paul Jabara per la cançó Faster, Faster
  - « Imitació d'accent més molesta », categoria Dona: Beverly De Angelo
  - « Pitjor actuació d'un nen en un paper principal »: Peter Billingsley